# تولد یک روز جدید
تولد یک روز جدید (به ژاپنی: 新しい日の誕生) دومین آلبوم استودیویی منتشر شده توسط گروه موسیقی الکترونیک دو نفره‌‌‌ی انگلیسی-آمریکایی شامل Hong Kong Express (که با عنوان HKE نیز شناخته می شود) و Telepath (با نگارشِ t e l e p a t hテ レ パ シ ー 能力 者) می‌باشد. این دو تحت عنوان 2814 با یک‌دیگر به همکاری پرداختند و تولد یک روز جدید را در 21 ژانویه 2015 از طریق ناشر موسیقیِ Dream Catalogue منتشر نموند. تولد یک روز جدید اثری به سبک دریم‌پانک، ویپورویو و امبینت هست که به دلیل خلاقیت ها و نوآوری های 2814، از جمله استفاده نکردن از هیچ گونه نمونه‌برداری (که در آن زمان، بین آثار ویپورویو بی نمونه بود)، به یکی از منحصر به فرد ترین آثار این سبک تبدیل شد. 
تولد یک روز جدید نقطه عطفی برای Dream Catalogue بود; به طوری که تبدیل به اولین آلبومی گشت که از این ناشر به صورت فیزیکی منتشر شد. این اثر نه تنها یکی از محبوب ترین آثارِ ویپرویو می‌باشد بلکه نقد های بسیار مثبتی از طرف منتقدان موسیقی دریافت کرده است. یکی از سردبیران آل‌موزیک این آلبوم را یک آلبوم فرقه‌ای کلاسیک توصیف کرد. تولد یک روز جدید از شناخته شده ترین و تاثیرگذارترین آلبوم های دریم‌پانک می‌باشد و تبدیل به پرفروش ترین آلبوم این سبک در سایت بندکمپ شد.

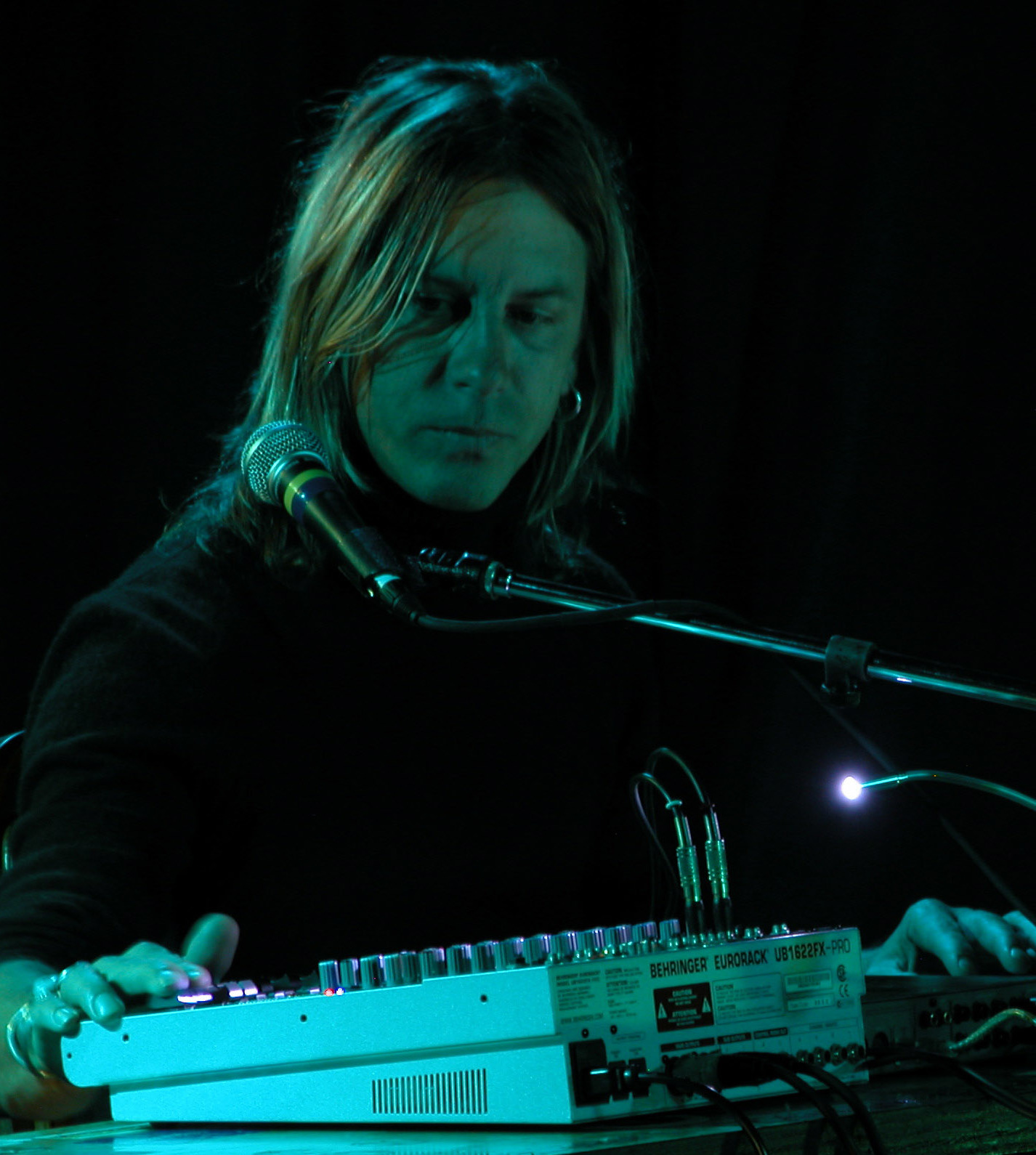
ترکیب تولد یک روز بسیار شباهت زیادی به حلقه های متلاشی شدن تحسین منتقدان ویلیام باسینسکی دارد که شامل ملودی های کوتاه برای ایجاد هر قطعه برای مدت طولانی است.

تصویری از موزیک ویدیوی "بازیابی" ، ارائه دهنده زنی آشکارا گیج شده.

## فهرست آهنگ
تمام عناوین آهنگ به زبان ژاپنی نوشته شده اند. ترجمه های انگلیسی از نسخه جدید سال 2019 اقتباس شده است. 
| شماره      | نام                                                               | مدت   |
| ---------- | ----------------------------------------------------------------- | ----- |
| ۱.         | «Recovery» (Huīfù (恢复)                                          | ۵:۵۱  |
| ۲.         | «Distant Lovers» (Tōku no Aikō-Ka (遠くの愛好家)                  | ۶:۱۸  |
| ۳.         | «Shinjuku Golden Street» (Shinjuku Gōruden-Gai (新宿ゴールデン街) | ۸:۵۱  |
| ۴.         | «Drifting» (Fuwatto (ふわっと)                                    | ۶:۳۶  |
| ۵.         | «Sorrow» (Hiai (悲哀)                                             | ۹:۲۳  |
| ۶.         | «True Love» (Shinjitsu no Koi (真実の恋)                          | ۷:۱۲  |
| ۷.         | «Telepathy» (Terepashī (テレパシー)                               | ۱۰:۰۸ |
| ۸.         | «Birth of a New Day» (Atarashī Hi no Tanjō (新しい日の誕生)       | ۱۳:۰۴ |
| مجموع مدت: | مجموع مدت:                                                        | ۶۷:۲۵ |

| Vinyl and cassette edition bonus track | Vinyl and cassette edition bonus track | Vinyl and cassette edition bonus track |
| شماره                                  | نام                                    | مدت                                    |
| -------------------------------------- | -------------------------------------- | -------------------------------------- |
| ۹.                                     | «Aftermath» (Yoha (余波)               | ۵:۳۰                                   |
| مجموع مدت:                             | مجموع مدت:                             | ۷۲:۵۳                                  |

## پرسنل
برگرفته از نسخه جدید سال 2019. 
- HKE - تهیه کننده ( all tracks )
- Telepath - تهیه کننده ( all tracks )
- الکس زو - مدیر عکاسی ( track 1 )
- David Koh - مدیر عکاسی ( track 1 )
- Autumn Lew - مدیر عکاسی ( track 1 )
- NVLLVS - خالق ویدیوی موسیقی ( track 2 )
- Anise Mariko - کارگردان موزیک ویدیو ( track 1 )
- گوستاوو تورس - خالق هنر جلد